# El Putxet (metropolitana di Barcellona)
El Putxet è una stazione della linea 7 della metropolitana di Barcellona gestita da FGC. Si trova sotto al Carrer de Balmes, tra il quartiere della Bonanova e quello di El Putxet, nel distretto barcellonese di Sarrià-Sant Gervasi.
La stazione è stata inaugurata nel 1954, in corrispondenza dell'apertura della tratta tra Gràcia e Avinguda Tibidabo. Originariamente si chiamava Nuñez de Arce, che all'epoca era il nome dell'attuale Plaça de Joaquim Folguera in cui è situato l'ingresso della stazione. Ha assunto la denominazione attuale nel 1982.
È dotata di due banchine di 60 metri di lunghezza ciascuna, una per ogni senso di marcia.
È a progetto la costruzione della stazione della L9 e L10 della metropolitana, nell'ambito del Lotto 3 (Zona Universitària – La Sagrera). Inizialmente l'apertura era prevista per l'anno 2007 poi posticipata una prima volta al 2013.. A giugno 2011 il Departament de Territori i Sostenibilitat della Generalitat de Catalunya annunciò che la costruzione di questo lotto era sospesa a tempo indeterminato in attesa di trovare finanziamenti.
Secondo il progetto, la nuova stazione avrà due accessi, uno in Plaça de Joaquim Folguera e l'altro in Carrer de Balmes e sarà realizzata secondo la tipologia a pozzo. Il pozzo più grande avrà 26 metri di diametro e raggiungerà la stazione a 55 metri di profondità e sarà dotato di 6 ascensori di grande capacità e 2 ascensori per persone a mobilità ridotta. Sempre secondo il progetto, le banchine avranno una lunghezza di 108 metri.

## Accessi
- Carrer de Balmes
- Plaça de Joaquim Folguera